# ألكسندر الثالث

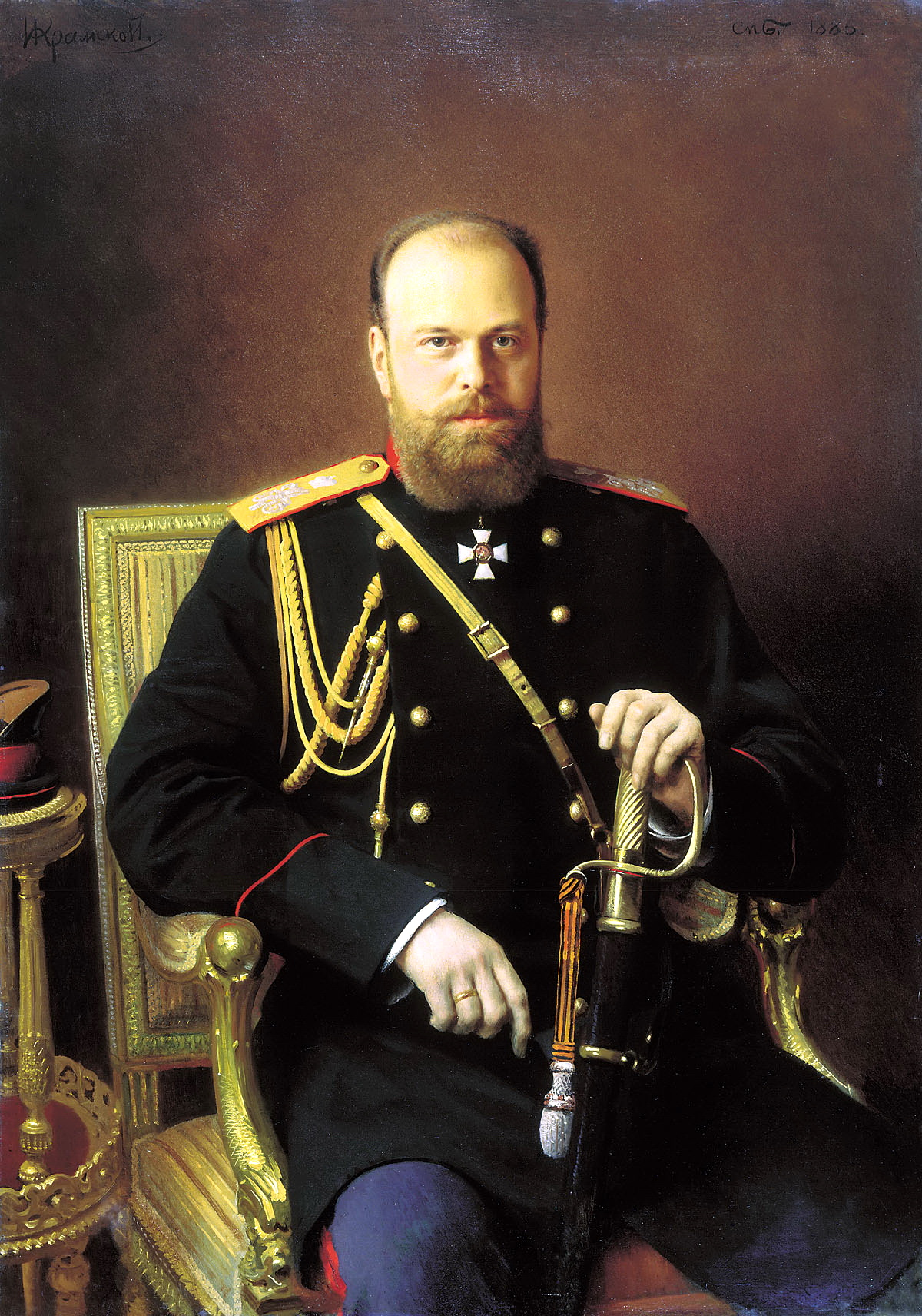
ألكسندر رومانوف

القيصر ألكسندر رومانوف الثالث (10 مارس 1845 - 1 نوفمبر 1894) قيصر وإمبراطور روسيا السابع عشر في الإمبراطورية الروسية منذ (13 مارس 1881 - 1 نوفمبر 1894) خلفا لأبيه القيصر ألكسندر الثاني بن القيصر نيكولاي الأول بن القيصر بافل الأول بن القيصر بيتر الثالث بن الإمبراطورة آنا إيفانوفنا بنت القيصر بطرس الأكبر. لم تخض روسيا حروبًا كثيرة في عهده ولذلك عرف باسم صانع السلام.
وخلفه ابنه القيصر نيكولاي ألكسندروفيتش رومانوف (نيكولاي الثاني) الذي تولى الحكم خلفًا لأبيه عام 1895م

## نشأته

### طبعه
وُلد الدوق الأكبر ألكسندر ألكسندروفيتش في مارس عام 1845 في قصر الشتاء في سانت بطرسبرغ، الإمبراطورية الروسية، وكان الابن الثاني والطفل الثالث للإمبراطور ألكسندر الثاني وزوجته الأولى ماريا ألكسندروفنا (ماري أميرة هيسن قبل الزواج).
لم يكن ألكسندر بطبعه يشبه كثيرًا والده الليبرالي رقيق القلب، ولم يكن يشبه أيضًا عمه الأكبر ألكسندر الأول الرقيق، والفلسفي، والعاطفي، والشهم، والماكر، الذي كان من الممكن أن يحمل لقب «الرجل الأول في أوروبا». على الرغم من كونه موسيقيًا هاويًا وراعي باليه، كان يفتقر إلى الرقة والأناقة. في الواقع، كان يستمتع بامتلاك الطبيعة القاسية ذاتها لبعض رعاياه. كان أسلوبه الحاد والصريح يميل في بعض الأحيان إلى الفظاظة، في حين أن طريقته المباشرة والبسيطة في التعبير عن نفسه كانت تنسجم كثيرًا مع ملامحه الجامدة والقوية وحركاته البطيئة. لم يؤثر تعليمه في جعل صفاته لطيفةً. كان طوله أكثر من ستة أقدام (1.9 متر تقريبًا)، وكان معروفًا أيضًا بقوته الجسدية الهائلة. كان لديه كيسٌ دهنيٌّ على الجانب الأيسر من أنفه جعله يتعرض للسخرية من قبل بعض معاصريه، فكان يجلس مُبرزًا جانبه الأيمن في الصور الفوتوغرافية والبورتريهات.

يقدم سردٌ من مذكرات الرسام ألكسندر بينويس انطباعًا واحدًا عن ألكسندر الثالث:
لفت الإمبراطور انتباهي بعد تقديم عرض باليه القيصر كاندافل في مسرح مارينسكي. أدهشني حجم ذلك الرجل، ورغم أنه كان ضخمًا وبدينًا، فقد كان شخصية متكبرةً. كان فيه شيءٌ من الموزيك ]القروي الروسي[. تركت نظرة عينيه البراقتين تأثيرًا كبيرًا عليّ. حين مر بجانبي، رفع رأسه قليلًا، وأتذكر حتى اليوم ذلك الشعور عندما التقت أعيننا مع بعضها. كانت نظرةً قاسيةً كالفولاذ، وفيها شيءٌ من التهديد، بل وإنه مخيف، وكأنه صفعني. نظرة القيصر! نظرةُ رجلٍ وقف في وجه الجميع، لكنه حمل عبئًا ثقيلًا وكان يخاف في كل لحظة على حياته وحياة أولئك المقربين منه. في سنوات لاحقة، التقيت الإمبراطور في عدة مناسبات ولم أشعر بالخوف إطلاقًا. في الحالات الأكثر اعتيادية، قد يكون القيصر ألكسندر الثالث لطيفًا، وبسيطًا، بل وحتى عطوفًا في الوقت ذاته. 

## مرضه ووفاته
في عام 1894، أصيب ألكسندر الثالث بمرض في كليتيه يدعى التهاب الكلى.

## روابط خارجية
- ألكسندر الثالث على موقع IMDb (الإنجليزية)
- ألكسندر الثالث على موقع الموسوعة البريطانية (الإنجليزية)
- ألكسندر الثالث على موقع ميوزك برينز (الإنجليزية)
- ألكسندر الثالث على موقع إن إن دي بي (الإنجليزية)